# Scissurelloidea
Scissurelloidea J.E. Gray, 1847 è una superfamiglia  di molluschi gasteropodi della sottoclasse Vetigastropoda.

## Descrizione
Le specie di questa superfamiglia sono caratterizzate da un guscio di forma globulare a volte con una spirale che a seconda dei generi può essere più o meno appiattita. Il guscio presenta una apertura nel margine, o un forame dietro il margine, che viene utilizzato per consentire alle acque reflue della sua escrezione di fuoriuscire dalla camera del mantello. Quando il guscio cresce rimane una cicatrice chiamata selenizona. Negli Anatomidi, la fessura si trova alla periferia dell'ultima spirale, ma negli Scissurellidae, la fessura o il forame si trova sulla spalla, sopra la periferia della spirale. Hanno un sottile strato di madreperla all'interno, e un opercolo corneale, circolare e multispirale, con un nucleo centrale. Sono di dimensioni piuttosto piccole, inferiori a 6 mm e in media 0,8 - 1,5 mm.

## Tassonomia
La superfamiglia Scissurelloidea comprende 4 famiglie:
- Famiglia Anatomidae McLean, 1989
- Famiglia Depressizonidae Geiger, 2003
- Famiglia Larocheidae Finlay, 1927
- Famiglia Scissurellidae Gray, 1847